# 산양
산양(山羊, 영어: long-tailed goral, 학명: Naemorhedus caudatus)은 소과 양족에 속하는 우제류(偶蹄類)의 일종이다. 러시아를 비롯한 중국, 한국 등을 포함하는 아시아 동부 및 북부 지역의 산악 지대에 서식한다.

## 생김새
산양은 몸의 길이가 115~130 cm, 꼬리길이 11~15c어두운 색이다. 주둥이로부터 뒷머리에 이르는 부분은 검은색을 띠고 옆머리는 회황색에 검은색이 섞여 있으며, 입술 외의 다른 부분은 희고 뺨은 검은색이다. 목에는 흰색의 큰 반점이 있다. 몸 뒤에는 짧은 갈기가 있으며 검은색을 띤다. 절벽과 위를 잘 걸어다니기 위하여 다리가 굵고 발끝이 뾰족하게 만들어졌다. 산에서 활동하기 용이하도록 발굽이 발달해 있다.

## 산양의 생활과 생식
산양은 1,000m 이상의 침엽수림을 좋아하며, 바위·절벽 끝·산맥의 공터에서 항상 볼 수 있다. 거의 이동하지 않고 한 곳에 머물러 산다. 추위에 강하나 폭설이 내리면 다소 낮은 산림지대로 내려온다. 대개 햇빛이 잘 비치는 남향, 다른 동물이 접근하기 어려운 험준한 바위나 동굴 등에 2-5마리씩 무리를 지어 산다. 울음소리는 염소와 유사하나 부상당하거나 위험이 닥치면 찢어지는 듯한 소리를 낸다. 보금자리는 사람이 드나들 수 없는 바위 구멍에 만든다. 먹이는 식물성으로 바위이끼·잡초·진달래·철쭉 등의 잎을 먹으며, 되새김질을 한다. 교미기는 10-11월경이며, 일반적으로 약 210일간의 임신 기간을 거쳐 1마리의 새끼를 출산한다. 먹이가 부족할 때는 가끔 밭 주위까지 내려와 먹이를 구하기도 한다.
낮에는 동굴이나 키가 작은 나무가 우거진 풀덤불에 숨어 쉰다. 새벽과 저녁에 주로 활동하고, 산양마다 영역이 있어서 주로 자기 영역 안에서 활동한다. 천적에게 쫓길 때를 제외하고 자기 영역을 잘 벗어나지 않는다. 가끔 영역 밖으로 나가기도 하지만 곧 되돌아온다. 시각, 청각, 후각이 발달해서 자기 영역을 정확하게 찾아온다.
산양은 2~5마리씩 모여 무리지어 산다. 어미가 새끼와 함께 살며 새끼는 첫 번식기 무렵 이미 무리를 떠나 새로운 무리를 이루어 떠난다. 수컷은 짝짓기를 할 때가 되면 무리에 들어오지만 번식기가 아닐 떼에는 무리에 들어오지 않고 혼자 살거나 수컷끼리 모여 지낸다.
산양은 초식성 동물로 독이 있는 풀을 빼고 온갖 풀을 좋아한다. 또한 바위이끼, 꽃잎, 나무 열매와 나뭇잎도 즐겨 먹는다. 이른 봄에 나는 새순에 영양이 풍부하므로 새싹을 더 좋아한다. 먹이가 부족한 겨울에는 주로 마른 풀잎과 나뭇잎을 먹는다.
현재 멸종 위기에 놓여 있어 보호의 대상이다. 한국·중국 동북부 등지에 분포한다. 일본열도에 서식하는 일본산양과 전혀 다른 종류이다.

## 한반도의 산양

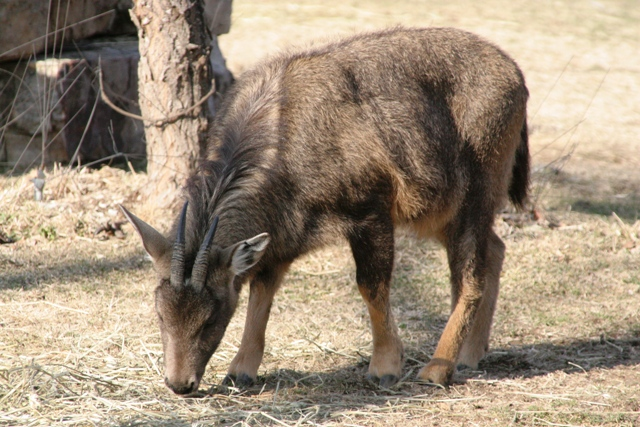
산양은 휴전선의 대표적인 야생동물이다. 현재 남북한 공동 천연기념물이다.

산양은 38도선 이북에서는 평안남·북도, 함경남·북도, 황해남·북도, 자강도와 양강도, 강원도 (북)의 높은 산지대와 이남 지역에서는 강원도 (남)와 경상북도, 충청북도의 높은 산지대에 걸쳐 서식하였으며 경북 울진 일대가 산양의 서식 남방 한계선 지역이다. 그러다 1960년대 강원도에서 폭설이 내려와 산양 6,000여 마리가 민가로 내려오다가 사람들에게 포획되었다. 그리고 서식 환경이 나빠져서 현재 멸종위기에 처해있다. 남한에서는 천연기념물 217호 및 환경부 지정 멸종위기 야생생물 1급으로 보호받아 지금은 밀도가 조금 회복되어 1000여 마리가 생존해 있다. 하지만 예전(남한)개체에 비해 많이 줄어든 것은 사실상 마찬가지다.(예전에 태백산맥에 15,000마리가 서식하였다.) 북조선에서도 수가 줄어들어 천연기념물로 지정되어 있다. 특이한 것은 북조선의 경우 지역마다 산양 서식지를 천연기념물로 지정하고 있다는 것이다.

## 같이 보기
- 한국의 포유동물